# Arcor
Arcor es un grupo multinacional argentino que se especializa en tres divisiones de negocio: alimentos de consumo masivo (alimentos, chocolates, galletas, golosinas, helados, snacks, cereales y productos funcionales), agronegocios y packaging.
Es considerada la principal empresa de alimentos de Argentina y el principal exportador de golosinas de Argentina, Chile y Perú constituyendo una de las empresas líderes de galletas, alfajores y cereales en toda América Latina en conjunto con Bagley Latinoamérica S.A. (la sociedad conformada con el Grupo Danone de la cual Arcor posee el 51% del capital y el gerenciamiento en su totalidad).
Es el grupo argentino con mayor cantidad de mercados abiertos en el mundo produciendo tres millones de kilos de productos por día. Desde 2023, la compañía esta liderada por Alfredo Gustavo Pagani. Su anterior presidente, Luis Pagani, fue el primer empresario latinoamericano en ingresar al Candy Hall of Fame, la más alta distinción que otorga la National Confectionery Sales Association (NCSA) de Estados Unidos de América.
Cuenta con oficinas comerciales en cuatro continentes, posee más de 45 plantas en Latinoamérica, y una planta industrial en África, Angola, empleando a más de 20.000 personas y exportando a más de 100 países en los cinco continentes.
Fue fundada en 1951 en la ciudad Arroyito, Córdoba (Argentina), por un grupo de jóvenes emprendedores liderado por Fulvio Salvador Pagani.Su nombre viene de la conjunción las primeras letras de Arroyito y Córdoba (ArCor).

## Historia

### Antecedentes
Amos Pagani emigró a la Argentina en 1924. Dado que en su Italia natal había ejercido como panadero, dedicó su primer año de estadía en el país empleado en una panadería, lo que le permitió juntar el capital necesario para poner su propio negocio. Tiempo después, inauguró un nuevo local de panificados en La Para, Córdoba. Años más tarde, Amos decidió diversificar las actividades y comenzó a fabricar caramelos de leche, primero en forma artesanal, y desde 1936 con una estampadora automática, permitiendo así expandir su producción. Sus tres hijos varones (Fulvio, Renzo y Elio) comenzaron a trabajar en este emprendimiento fraccionando golosinas y galletitas que compraban a granel en Buenos Aires.[cita requerida]
En 1946, la familia Pagani se contactó con un grupo de inversores que estaban instalando una fábrica de caramelos y galletitas en Sastre, Santa Fe. En un principio, estos estaban interesados en comprar la máquina que Amos utilizaba para envolver caramelos, pero después de conocerlo, le propusieron asociarse al nuevo emprendimiento, y así nació Sasort. Allí, los Pagani conocieron a Enrique Brizio, Modesto Maranzana y Mario Seveso que habían sido contratados por Sasort.[cita requerida]
Con apenas 18 años, Fulvio Salvador Pagani le propuso a los dueños de Sasort ampliar la escala de la empresa para concentrarse únicamente en la fabricación y así elevar la producción diaria a 10.000 kg, los cuales no aceptaron.[cita requerida]
En 1948, los hermanos Pagani junto a Enrique Brizio y los hermanos Maranzana (Modesto, Pablo y Vicente) se asociaron para comprar una cartonería en Tucumán; tomaron la idea antes rechazada por Sasort y decidieron hacerla una realidad.[cita requerida]

### Arcor
Finalmente a principios de la década del 50' (1951) se fundó Arcor, en Arroyito, en un primer predio de 10.000 m2 adquirido por los jóvenes socios en Arroyito con el apoyo de parientes, amigos o vecinos del lugar. Arcor es la conjunción de las primeras letras del lugar que lo vio nacer, Arroyito y Córdoba, aunque se barajaron otras dos posibilidades por los dos únicos niños de las familias fundadoras (Jorge Seveso y Miriam Maranzana).

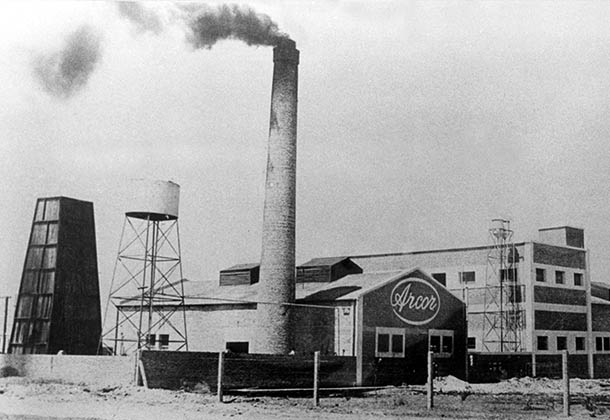
Primera planta de la fábrica Arcor.

En 1958, Arcor alcanza los 60.000 kilos diarios de producción de golosinas. A su vez, deja de ser exclusivamente una fábrica de caramelos a partir de la incursión en distintas actividades industriales, persiguiendo un objetivo claro: hacer que la empresa produzca por su cuenta insumos estratégicos.
Arcor ya había establecido su sistema de Distribuidores Oficiales, que en la actualidad continúa funcionando.
Durante todos estos años, la producción de la empresa se destinó casi exclusivamente al mercado interno, sobre todo al interior del país y para 1964, la compañía concreta sus primeras exportaciones.[cita requerida]
En esa misma década, Arcor consolidó su integración vertical a través de la construcción de plantas industriales, con el fin de satisfacer las diversas necesidades de la compañía, desde las materias primas hasta los envases, pasando incluso por la energía.[cita requerida]
A su vez, la compañía continuaría creciendo tanto en la Argentina como en los distintos países de la región: en 1976 se radicó en Paraguay, en 1979 en Uruguay, en 1981 en Brasil y en 1989 en Chile.[cita requerida]
Para reforzar su participación en la categoría de chocolates, el grupo adquirió Águila Saint (1993), una de las más tradicionales y prestigiosas empresas chocolateras argentinas. Un año más tarde, levantó la planta modelo de chocolates de Colonia Caroya, la más grande y moderna de Latinoamérica en ese entonces.[cita requerida]
En 1991 la empresa funda la Fundación Arcor, que opera en el campo de la educación.[cita requerida]
En 1993 y con 35 años de edad, asumió la presidencia de Grupo Arcor el Contador Luis Alejandro Pagani. Bajo su conducción, el grupo adquirió Noel, otra reconocida marca de alimentos y golosinas, con más de un siglo de trayectoria y prestigio.[cita requerida]
Continuando con su expansión en América del Sur, en 1996 Arcor se instaló en Chancay, Perú, con la construcción de una importante planta productora de caramelos.[cita requerida]
En 1997 adquirió LIA, una reconocida empresa de galletas de Argentina e inauguró el Museo Arcor en Arroyito, provincia de Córdoba. Este museo recibe cerca de 5.000 visitas cada año.
En 1998, Grupo Arcor adquirió la empresa chilena Dos en Uno, líder en golosinas y chocolates de su país, con una extensa presencia en la región. Ese mismo año obtiene el Premio Konex de Platino como la empresa más importante de la última década en Argentina. Un año más tarde, en 1999, instaló en Bragança Paulista (Brasil) la fábrica de chocolates con la tecnología más avanzada de la región y que cuenta, además, con un centro de distribución modelo.
En el año 2000, abrió sus nuevas oficinas comerciales en México, e inauguró un nuevo centro de distribución en Chile.[cita requerida]
En 2001 logró un acuerdo productivo con Brach's, una empresa norteamericana líder, y Arcor de Brasil adquirió, de la empresa Nestlé, marcas muy reconocidas en ese mercado como Kid's, Poosh, Amor, Pirapito y 7Belo.
El Grupo Arcor se radicó en Europa en 2002 a través de la instalación de oficinas comerciales en Barcelona, España.
Durante 2005, Grupo Arcor lanzó la nueva línea de negocios de helados en Argentina, que hoy exporta a países limítrofes como Paraguay, Bolivia y Uruguay.
En 2005 se concretó una asociación estratégica con el grupo francés Danone. A través de este acuerdo se unificaron, bajo el gerenciamiento de Arcor, los negocios de galletas, alfajores y barras de cereal en Argentina, Brasil y Chile. 
A fines de 2005, el Grupo Arcor adquirió la tradicional empresa argentina Benvenuto S.A.C.I., líder en productos alimenticios en el mercado local. Así, incorporó las líneas de conservas de pescados, tomates, legumbres y hortalizas, dulce de leche, mermeladas, frutas y aderezos de un grupo de marcas altamente valoradas como La Campagnola, Nereida, BC, Salsati, Poncho Negro, entre otras.
Esta búsqueda continua de negocios en los mercados del exterior posibilitó en 2006 una asociación productiva en México con el Grupo Bimbo para la elaboración de golosinas y chocolates en ese país, con el fin de abastecer el mercado mexicano y de otras partes del mundo.
Una de las operaciones más relevantes de la historia reciente del Grupo Arcor es el acuerdo con la empresa líder en productos lácteos de la Argentina, La Serenísima (Mastellone Hnos.). Arcor y Bagley invirtieron en Mastellone Hnos. mediante aportes de capital. Con esta inversión Grupo Arcor adquirió el 40,24% de las acciones de Mastellone. Actualmente Arcor amplió su participación en Mastellone al 49%.

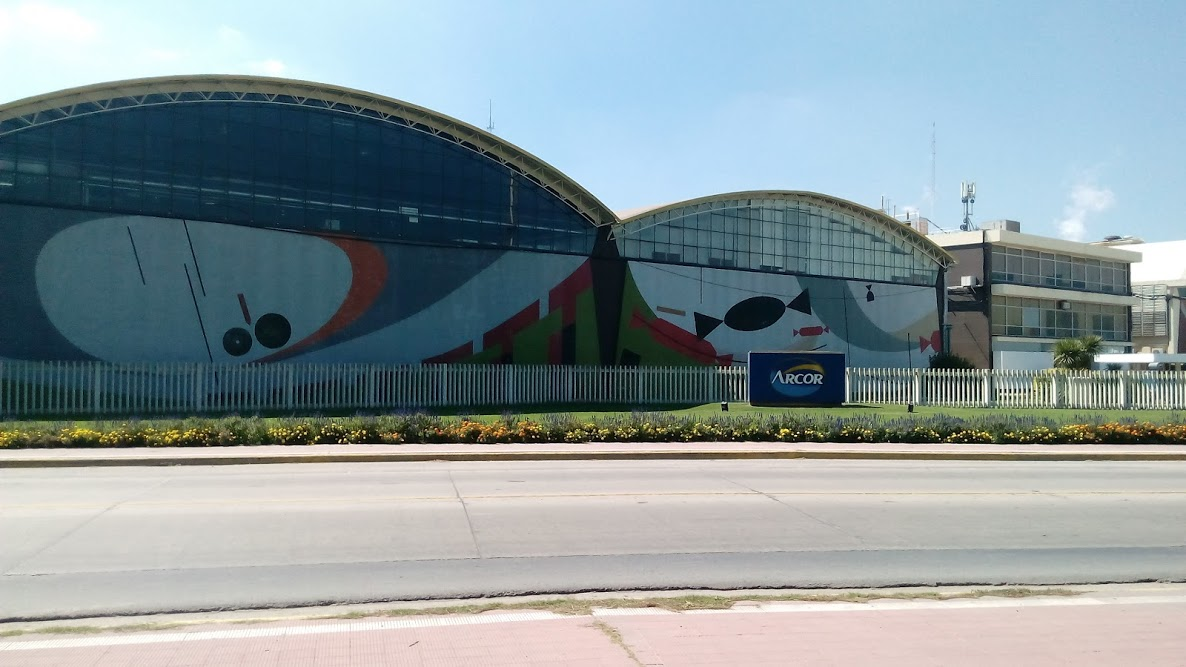
Fachada de la fábrica Arcor en Arroyito, Córdoba.

En el año 2017, Grupo Arcor, una de las líderes en el mercado de Flexibles, Papel y Cartón a través de Cartocor S.A., adquiere el 100% de Zucamor S.A. Desde ese entonces, Cartocor posee X plantas ubicadas en: San Juan (1 planta dedicada a la producción de cartón), San Luis (1 planta de la empresa Papel Misionero, dedicada a la producción de cartón), Mendoza (1 planta dedicada a la producción de cartón), Misiones (1 planta de la empresa Papel Misionero, dedicada a la producción de cartón), Entre Ríos (1 planta dedicada a la producción de cartón) Córdoba Arroyito (1 planta dedicada a la producción de papel reciclado, y otra dedicada a la producción de cartón), Córdoba Villa del Totoral (1 planta dedicada a la producción de envases flexibles, y 1 planta dedicada a la producción de cartón), Buenos Aires (un complejo con 3 plantas industriales en Luján, un complejo con 2 plantas industriales en Ranelagh, y 1 planta en Quilmes). Además, posee 2 plantas en Chile, una en Lurín, Lima, y otra en San Francisco de Mostazal, VI Región. Asimismo, la compañía cuenta con 23.000 hectáreas dedicadas a la forestación.

## Productos

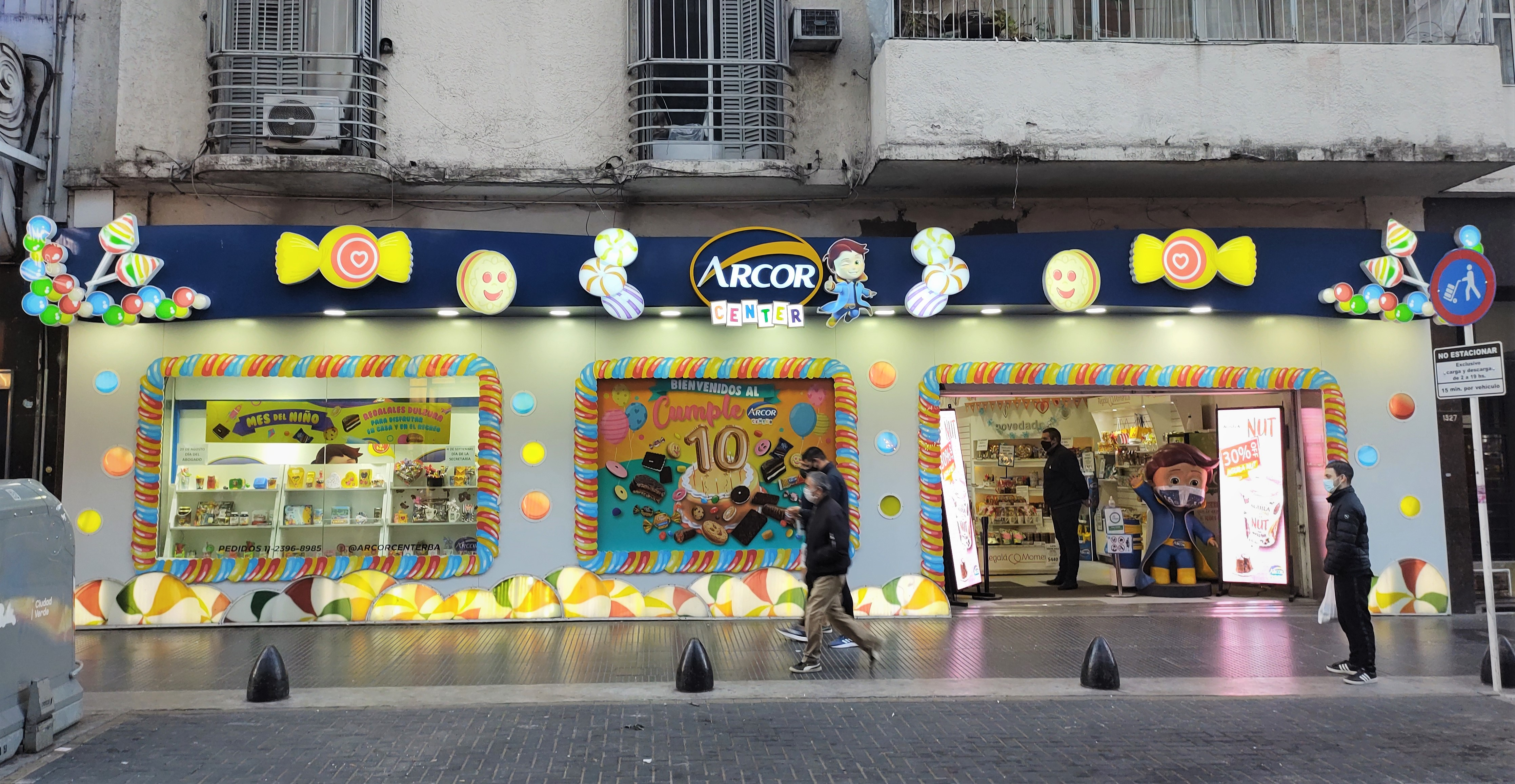
ARCOR Center en Avenida Corrientes, Buenos Aires.

- Alimentos: Cuenta con plantas industriales que trabajan con una rigurosa selección de materias primas y avanzados procesos tecnológicos. Participa en más de 12 categorías, entre las que se encuentran Mermeladas, Dulces Sólidos, Salsas, Tomates, Conservas Vegetales, Conservas de Pescado, Bebidas, Premezclas, Polentas, Aderezos, Aceites y Frutas, entre otras. Posee un porfolio de marcas líderes como Arcor, La Campagnola, BC, Salsati, Prestopronta, Nereida y Godet.
- Golosinas: Es el negocio por excelencia que dio origen a la empresa. En la actualidad, se ha constituido como el primer productor de caramelos del mundo y el principal exportador de golosinas de Argentina, Brasil, Chile y Perú. Entre sus principales marcas se encuentran Topline, Butter Toffees, Mogul, Mr. Pop’s, Menthoplus, Bigtime, Poosh!, Blow Up!, 7Belo, Alka y Big Big.
- Chocolates: Arcor participa en el negocio de chocolates desde el año 1970. Sus productos se distribuyen en más de 100 países con una creciente participación en el mercado de exportación. Arcor interviene en el mercado argentino de chocolates con marcas como Bon o Bon, Cofler, Tofi, Águila, Rocklets, Tortuguita, Cabsha, y Sapito. [22]
- Galletas: A través de Bagley Latinoamérica S.A, sociedad conformada con el Grupo Danone, Arcor elabora una gran variedad de galletas como snacks, crackers, galletas de cereales, galletas surtidas, rellenas, dulces secas, productos navideños, obleas; alfajores y barras de cereal.[cita requerida]
- Helados: Entre las principales marcas que comercializa este negocio se encuentran: Tofi, Bon o Bon, Cofler, Slice, Águila y Rocklets.[cita requerida]
- Productos funcionales: Arcor y Laboratorios Bagó se unieron para crear Simple, unas pastillas de goma, chicles y barras, fáciles de incorporar a la dieta diaria.[cita requerida]
- Agronegocios: Desde sus inicios, Arcor llevó adelante la estrategia de autoabastecimiento de sus principales materias primas. Hoy, es el líder argentino en la producción de alcohol etílico de cereales, es uno de los principales productores argentinos de leche y produce más de 135 mil toneladas de azúcar al año en el ingenio La Providencia, en Tucumán.[cita requerida]
- Packaging: Arcor se autoabastece de los principales insumos estratégicos, entre los que se encuentra el packaging de sus productos: envases flexibles y cartón corrugado. El Grupo Arcor está presente en el mercado de envases flexibles de Argentina desde hace más de 40 años con las empresas Converflex, Zucamor y Cartocor, el mayor fabricante de cartón corrugado del país.[cita requerida]

## Sustentabilidad
A partir de 2004, Arcor comenzó a trabajar con el objetivo de generar una visión compartida en materia de Responsabilidad Social Empresaria (RSE), buscando alinear e integrar las prácticas existentes, promover la corresponsabilidad de los actores involucrados y establecer un sistema corporativo de gestión.
Durante 2009, el Grupo se planteó pasar del concepto de RSE al de Sustentabilidad, en palabras de la compañía supone que "el desarrollo económico debe estar en armonía con el bienestar, la inclusión social, y con la valorización y el cuidado del ambiente".
Es por esto que, para construir una visión de negocio de largo plazo, Grupo Arcor incorporó iniciativas para cuidar el agua, respetar y proteger los derechos humanos, hacer eficiente el consumo de energía y de los materiales de empaque, promover la vida activa, alimentación saludable, el respeto y protección de los derechos humanos y laborales. En 2011 Arcor lideró por primera vez el ranking anual de RSE que publica la Revista Mercado. En 2016, puso en marcha la Estrategia de Sustentabilidad para los próximos años, que tiene el objetivo de incrementar el valor corporativo de la compañía a través de la gestión y gobierno sustentable de los negocios.
En 2021, como resultado de un proceso de planificación, la compañía desarrolló una nueva Política y Estrategia de Sustentabilidad hacia 2030 llamada “Vivir Mejor”, alineada a la Agenda de Desarrollo Sostenible de Naciones Unidas. 
La misma entiende a la sustentabilidad desde un enfoque integral con el objetivo de generar valor económico, social y ambiental en el largo plazo. Para eso, definió tres ejes fundamentales de trabajo: producir alimentos sustentables, promover la prosperidad de las personas y preservar la sostenibilidad del planeta. En línea con este último objetivo, Grupo Arcor ya protege más de 14 mil hectáreas naturales de bosque en las provincias de Misiones y Tucumán.

### Fundación Arcor
En diciembre de 1991 nació la Fundación Arcor, cuya misión es contribuir para que la educación se convierta en un instrumento de igualdad de oportunidades para la infancia.
Desde Fundación Arcor se busca promover el cumplimiento efectivo del derecho a la educación. Por eso apoya más de 1800 proyectos educativos e involucra a más de 2 millones de niños y adolescentes de toda la Argentina.
Fue galardonada con el Premio Konex de Platino en 2008 por su aporte a la comunidad en Argentina.

### Instituto Arcor Brasil
El Instituto Arcor Brasil fue creado en mayo de 2004, con el objetivo de contribuir a la mejora de las oportunidades educativas en las comunidades donde Arcor de Brasil actúa.
Cuenta con 34 proyectos financiados en los que han participado más de 400 mil niños.
Entre las alianzas con otras instituciones, el Instituto es cofundador de la Fundação Juntos pela Educação (con el Instituto C&A y Vitae), miembro de la Rede América e apocador. Y con Arcor do Brasil, miembro del Programa Na Mão Certa, iniciativa de Childhood Brasil.

### Fundación Arcor Chile
Fue fundada en 2015 por Grupo Arcor para formalizar las acciones e iniciativas que se desarrollan, desde hace varios años, en el marco de su compromiso con la niñez chilena.
En el marco de sus líneas de acción, apoya proyectos de escuelas básicas que promuevan el movimiento y la vida activa; busca generar oportunidades educativas para los niños y niñas de entre 0 y 8 años, aportando al desarrollo integral de la niñez y busca instalar desde el sector privado, la importancia de la primera infancia en el desarrollo de nuestra sociedad, generando instancias de comunicación, difusión, entrega de conocimientos y vínculo con los distintos sectores de la sociedad.

## Situación actual
Comportamiento frente a Crisis
La empresa durante su trayectoria de más de 50 años atravesó con éxito muchas crisis producidas en la economía argentina.
Sus balances trimestrales presentados ante la CNV siempre han presentado resultados positivos salvo en dos ocasiones: durante la Crisis económica argentina (1998-2002) y luego de la Crisis cambiaria en Argentina de 2018
En el último caso, producido en 2019, la empresa informó que los resultados negativos son fruto de la recesión, la caída del consumo, la inflación y el alza del dólar que se registraron durante estos últimos años.